# Streptopelia
A Streptopelia a madarak osztályának galambalakúak (Columbiformes) rendjébe, valamint a galambfélék (Columbidae) családjába és a Columbinae alcsaládba tartozó nem.

## Rendszerezés
A nembe az alábbi 18 faj élő és 2 kihalt faj tartozik:
- Stigmatopelia alnem:
  - pálmagerle (Streptopelia senegalensis)
  - gyöngyösnyakú gerle (Streptopelia chinensis)
- Streptopelia alnem:
  - balkáni gerle (Streptopelia decaocto)
  - kacagó gerle (Streptopelia risoria)
  - észak-afrikai kacagógerle (Streptopelia roseogrisea)
  - vadgerle (Streptopelia turtur)
  - keleti gerle (Streptopelia orientalis vagy Columba orientalis)
  - gyászos gerle (Streptopelia lugens)
  - Adamawa-gerle (Streptopelia hypopyrrha)
  - szigeti gerle (Streptopelia bitorquata)
  - fehérszárnyú gerle (Streptopelia reichenowi)
  - rejtőző gerle (Streptopelia decipiens)
  - pirosszemű gerle (Streptopelia semitorquata)
  - fokföldi gerle (Streptopelia capicola)
  - borszínű gerle (Streptopelia vinacea)
  - vöröses gerle (Streptopelia tranquebarica)
- Nesoenas alnem:
  - madagaszkári gerle (Streptopelia picturata vagy Columba picturata)
    - rodriguezi gerle (Streptopelia picturata rodericana) – kihalt (1690 előtt)

  - rózsás galamb (Streptopelia mayeri vagy Columba mayeri)
  - réunioni rózsás galamb (Streptopelia duboisi) – kihalt (1700 körül)

## Galéria

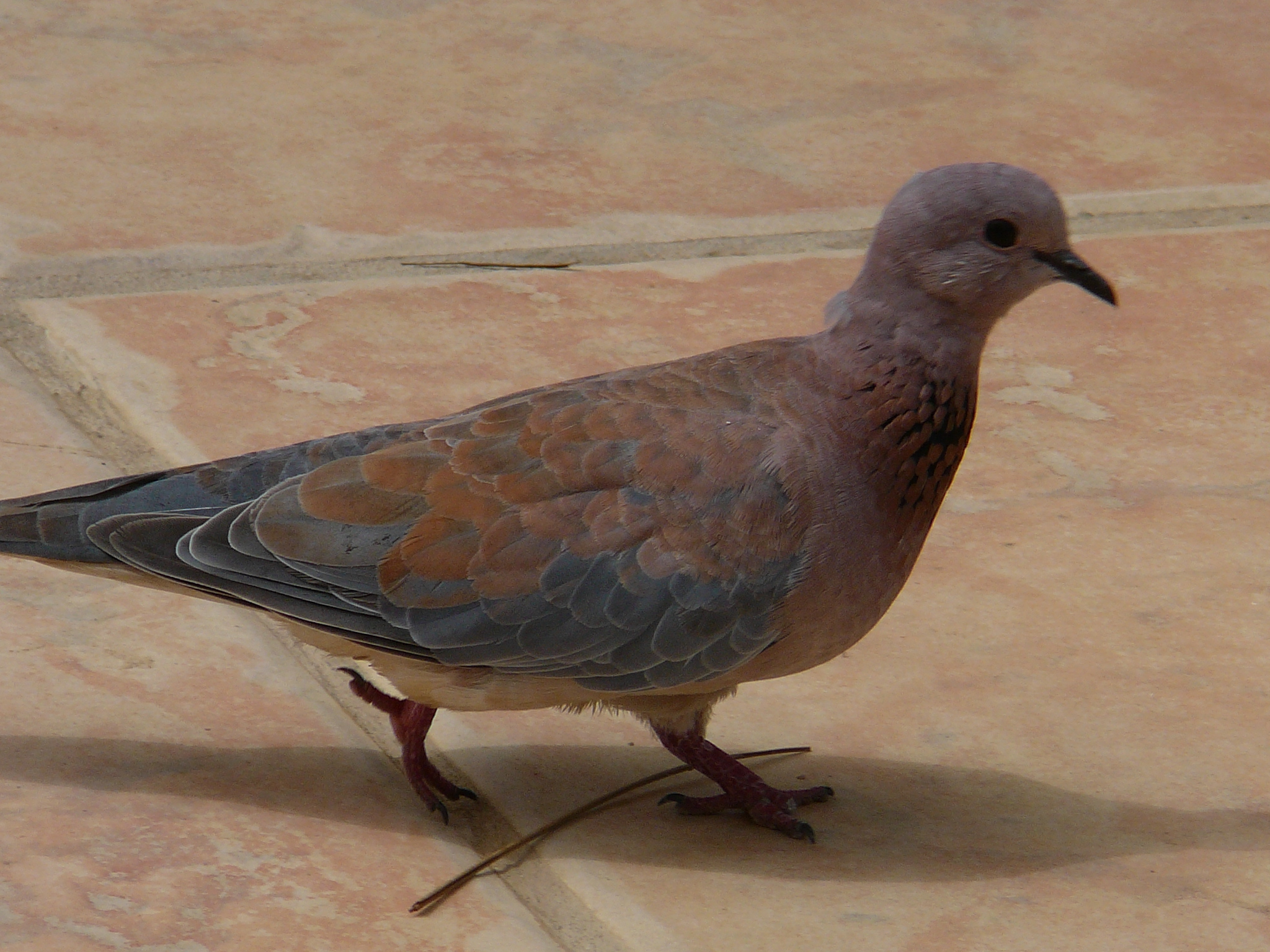
Pálmagerle (Streptopelia senegalensis)
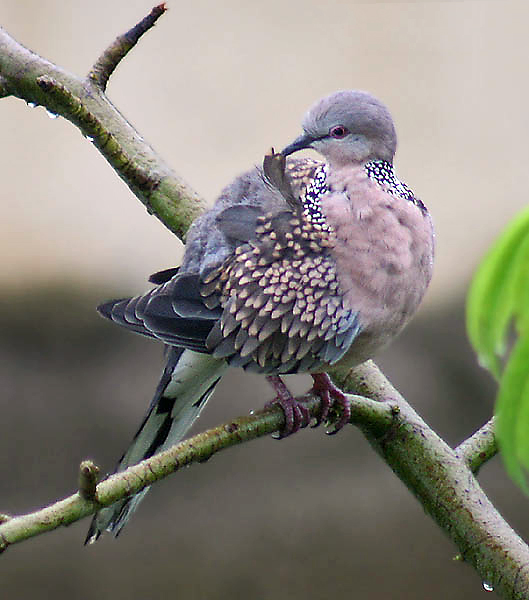
Gyöngyösnyakú gerle (Streptopelia chinensis)
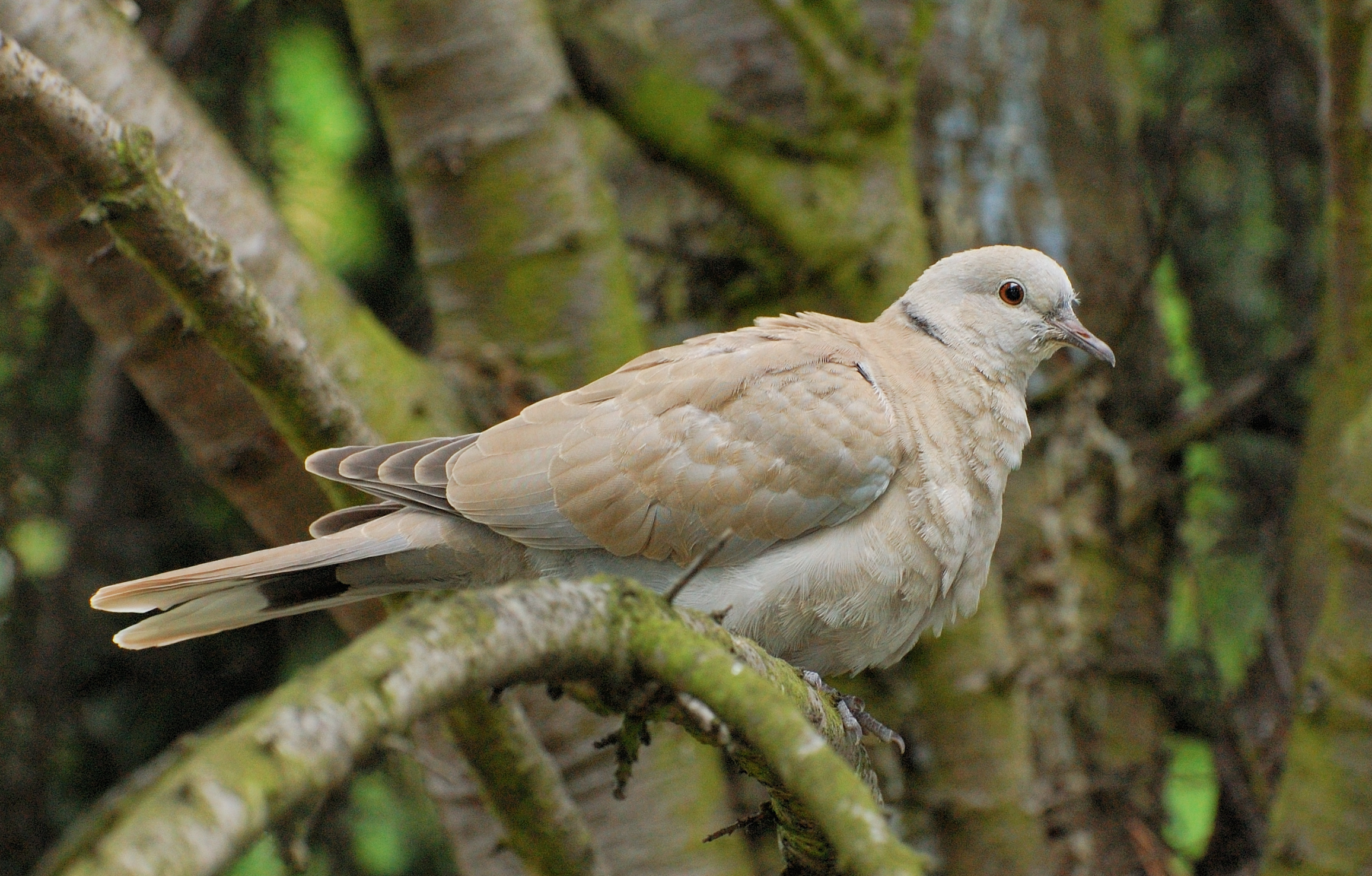
Balkáni gerle (Streptopelia decaocto)
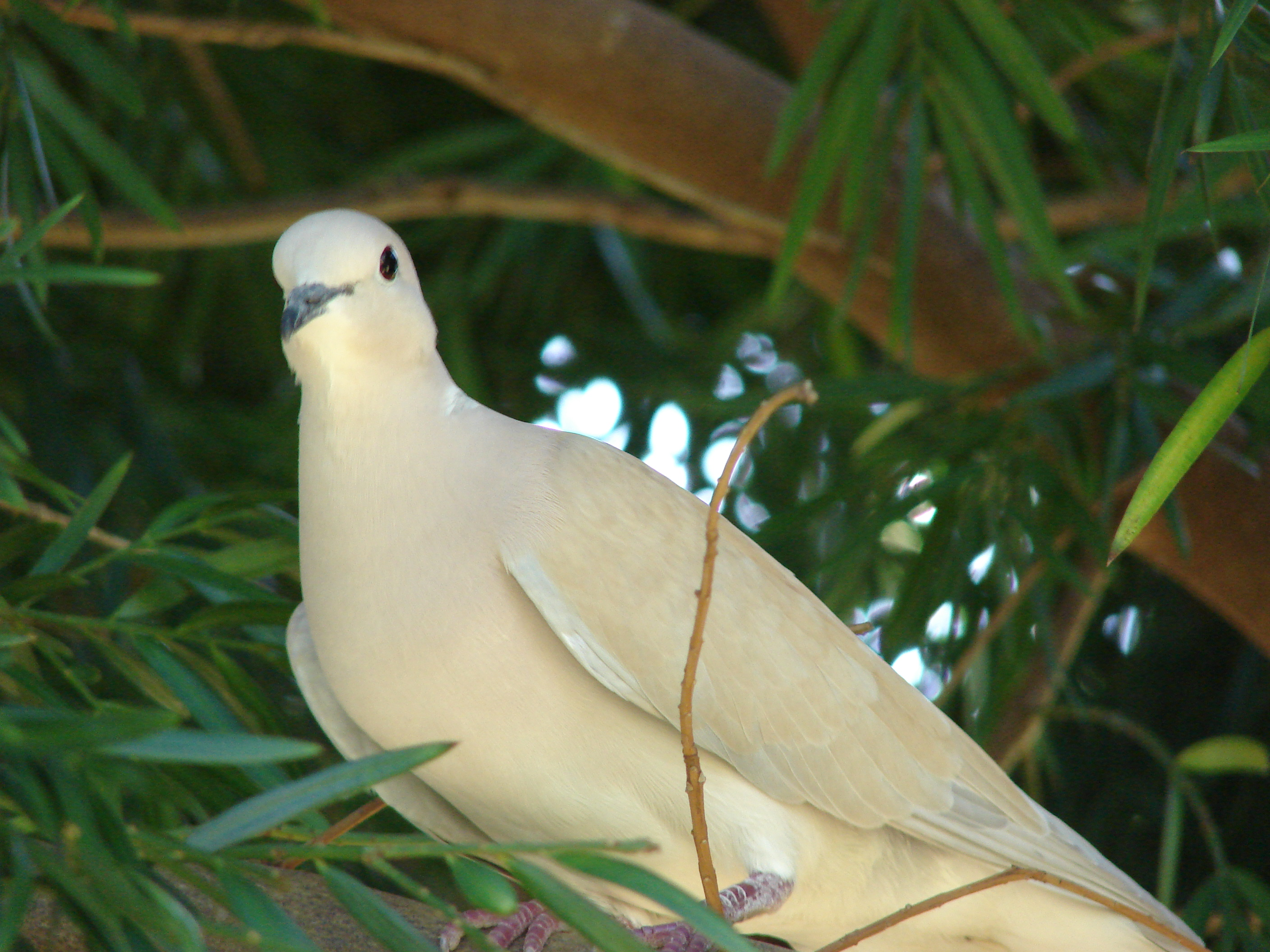
Kacagó gerle (Streptopelia risoria)
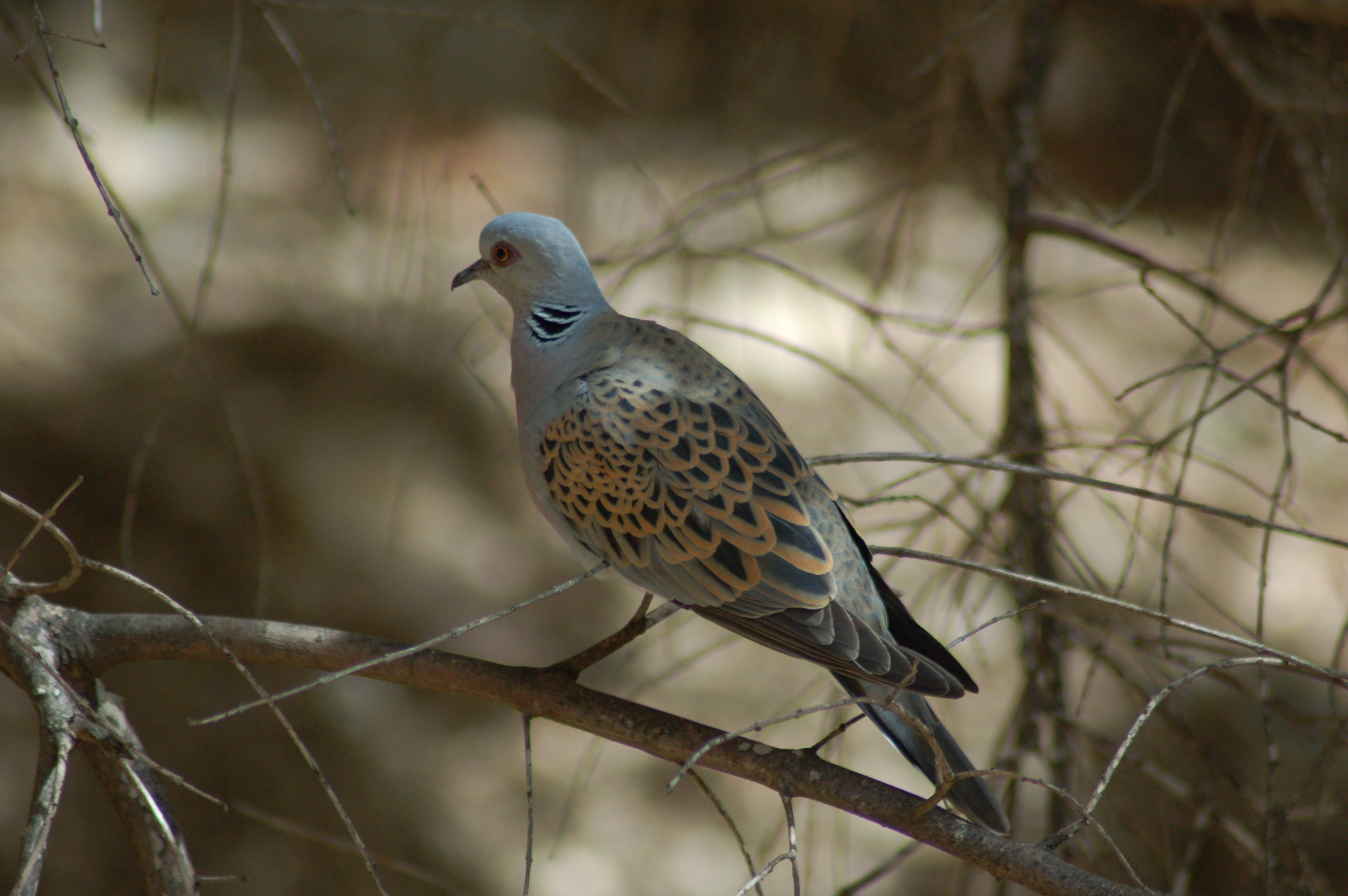
Vadgerle (Streptopelia turtur)
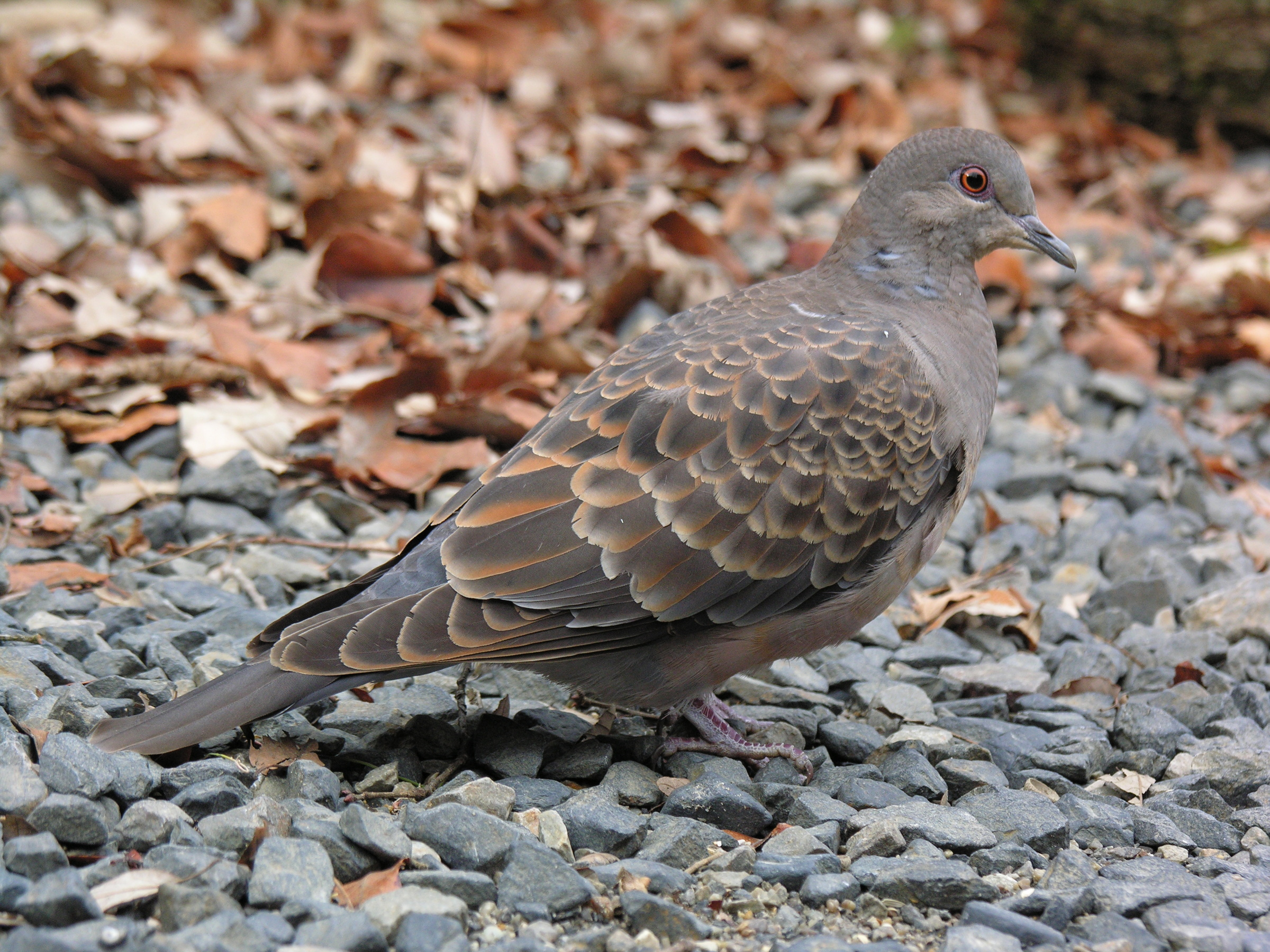
Keleti gerle (Streptopelia orientalis)
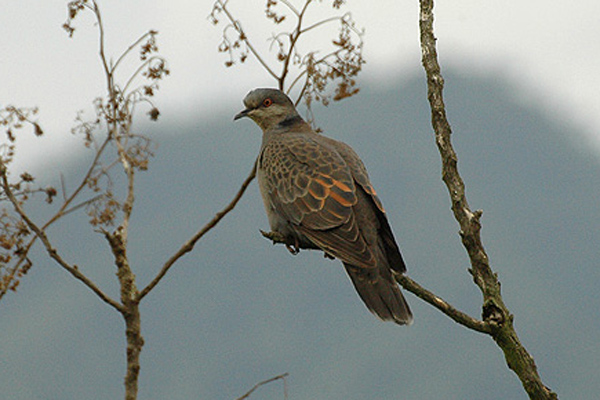
Gyászos gerle (Streptopelia lugens)
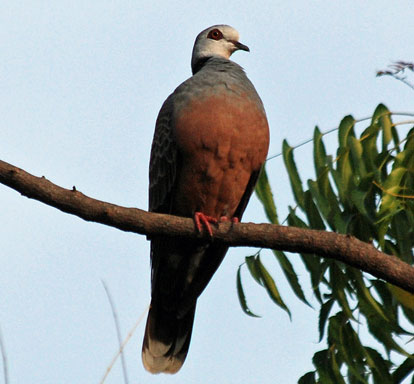
Adamawa-gerle (Streptopelia hypopyrrha)
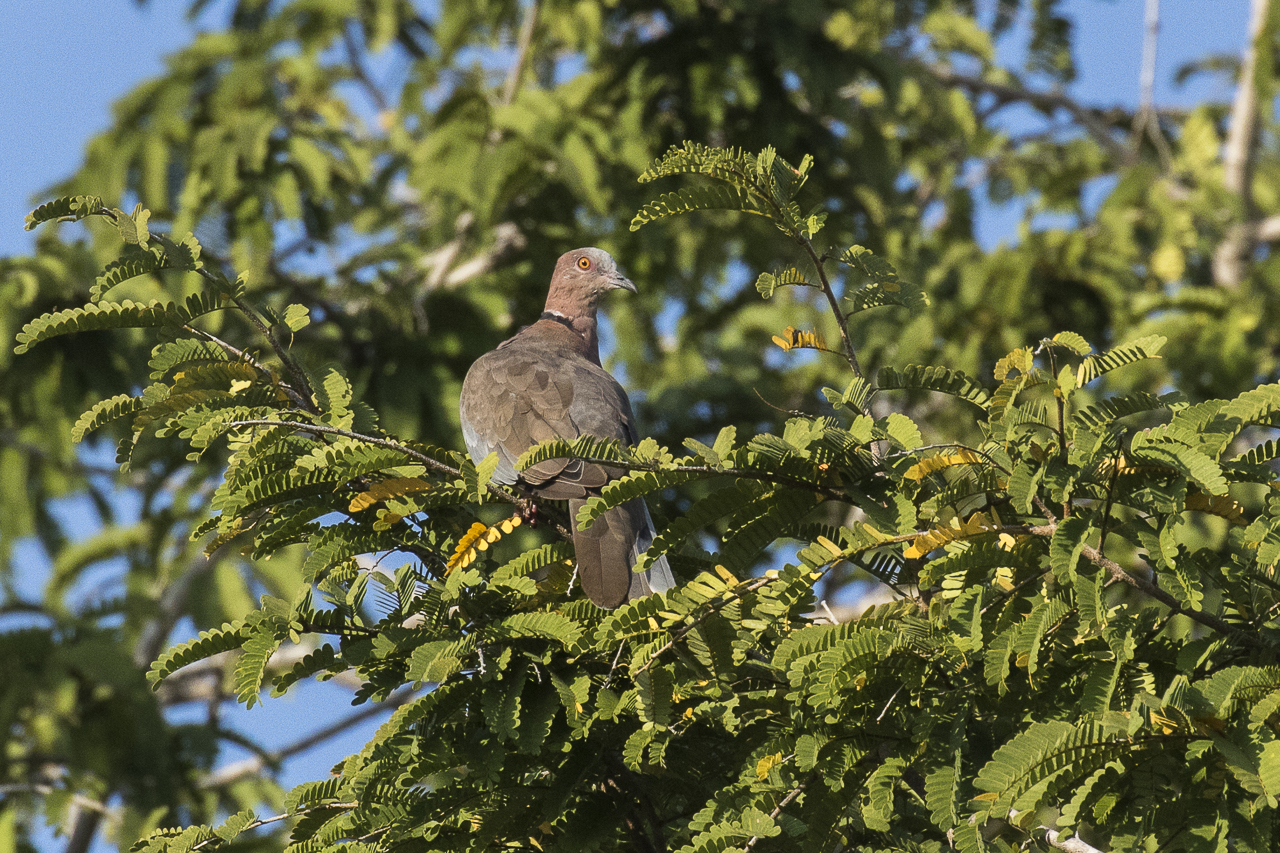
Szigeti gerle (Streptopelia bitorquata)
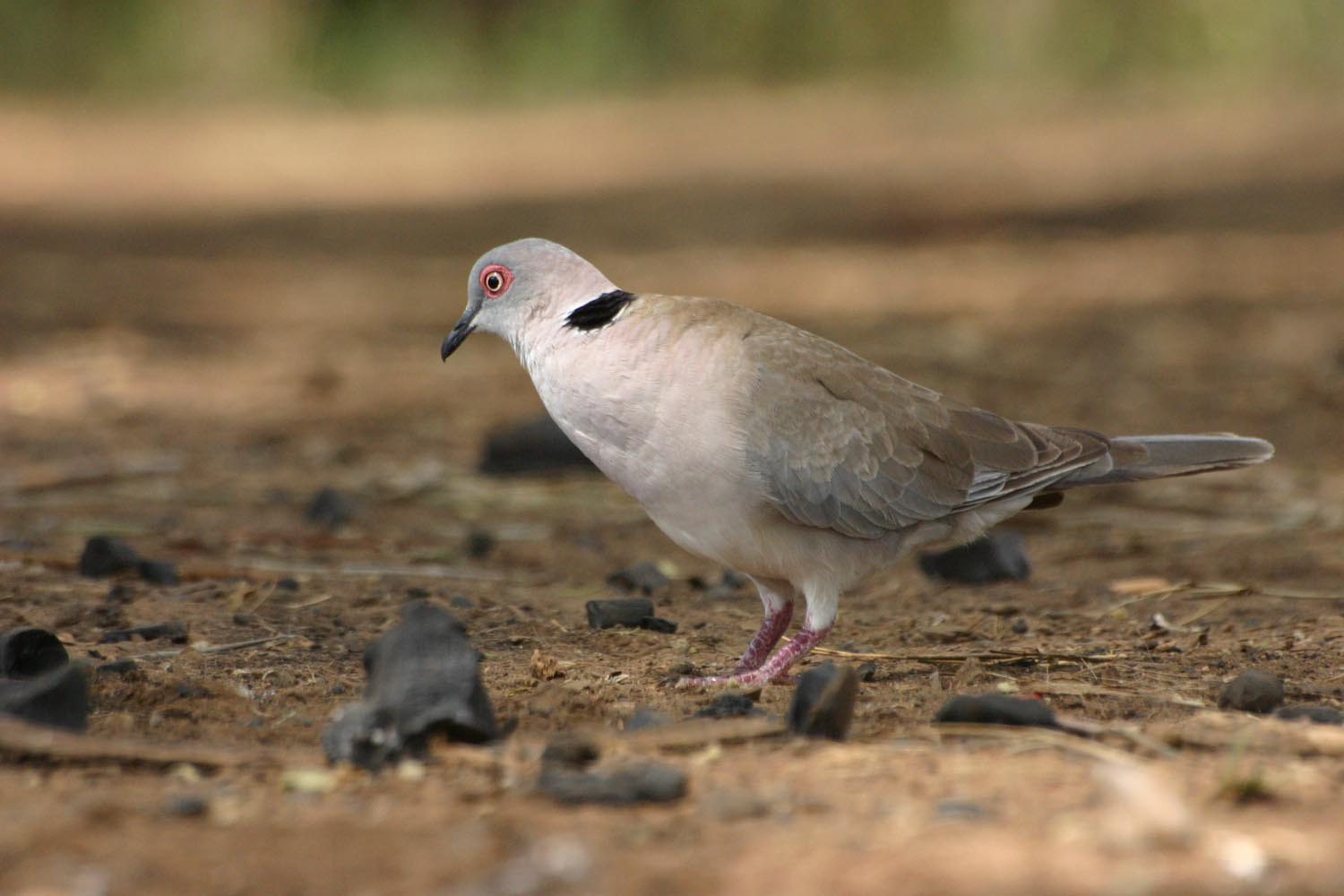
Rejtőző gerle (Streptopelia decipiens)
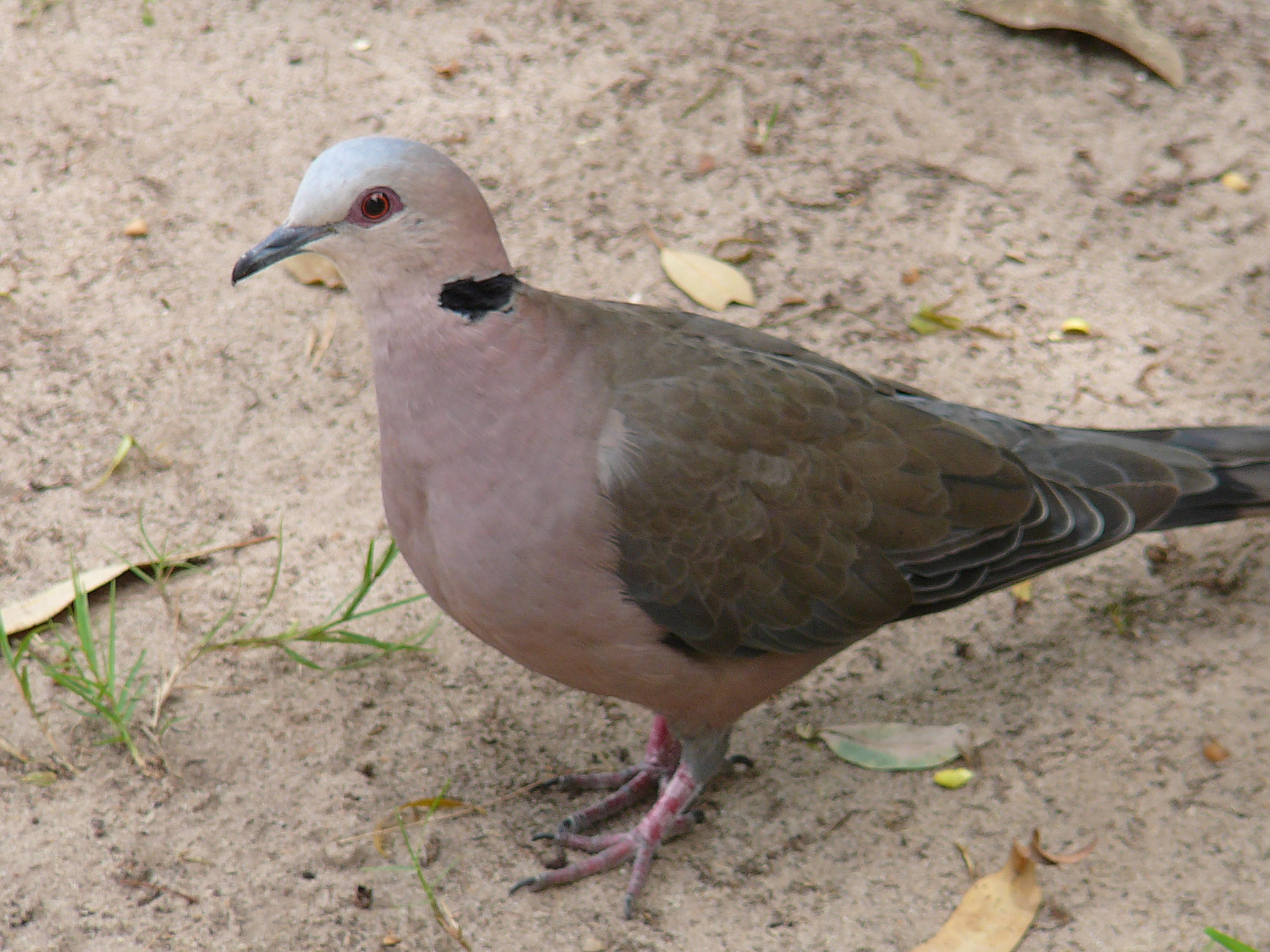
Pirosszemű gerle (Streptopelia semitorquata)
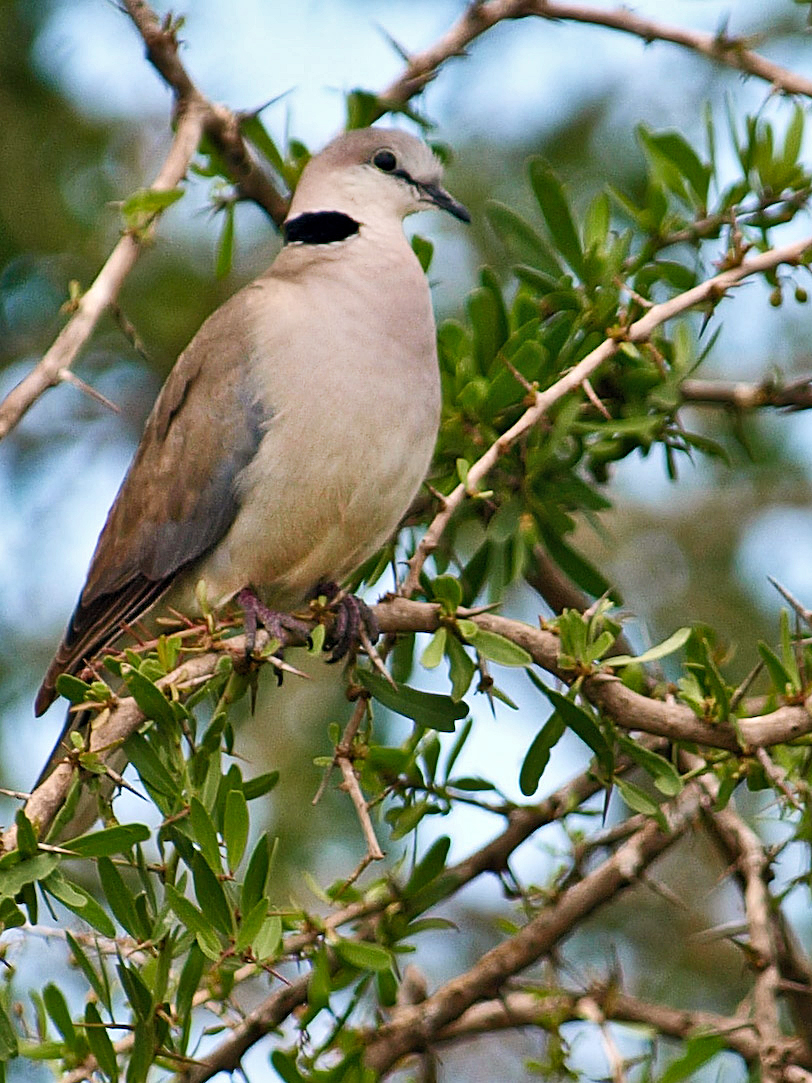
Fokföldi gerle (Streptopelia capicola)
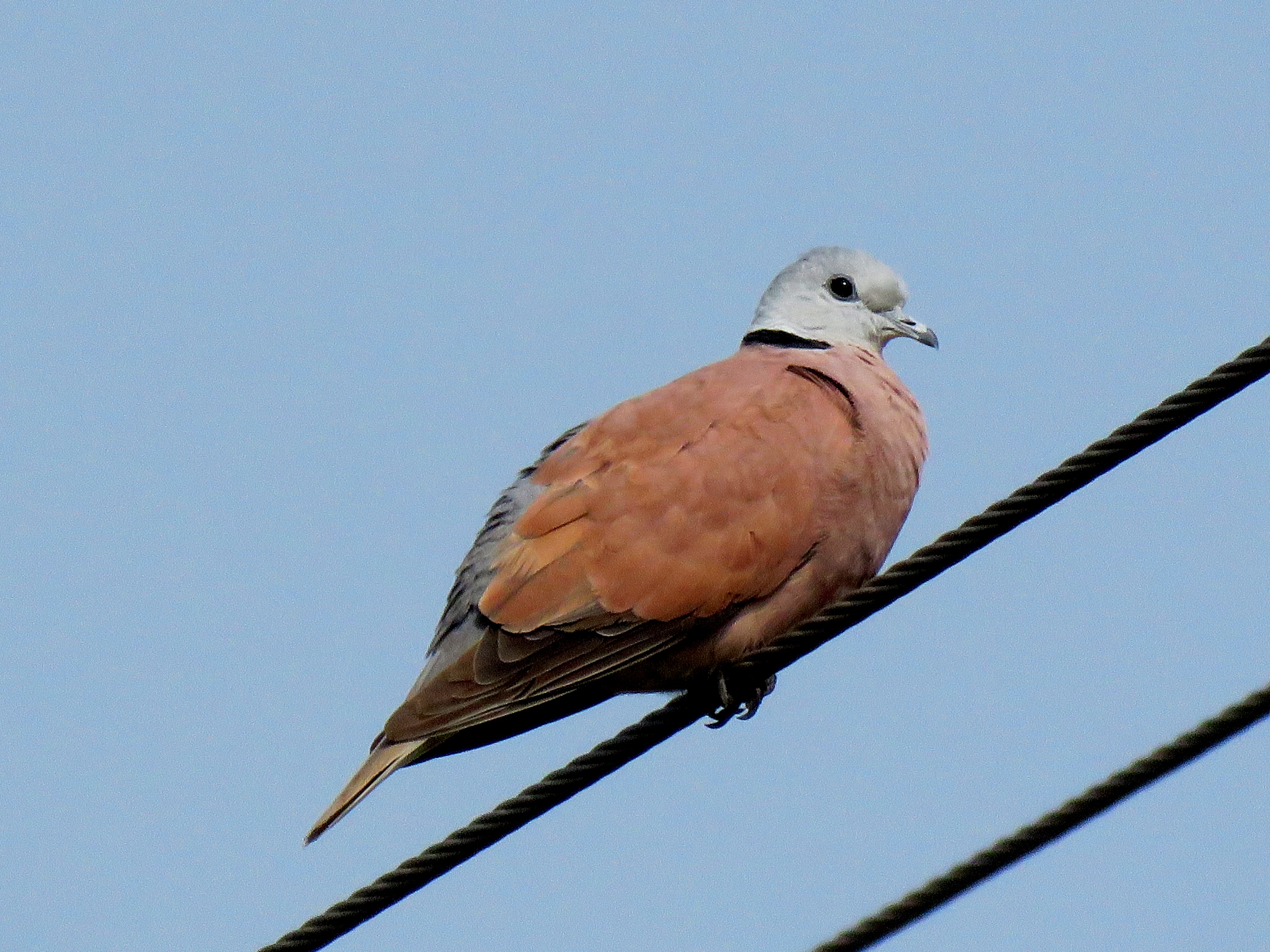
Vöröses gerle (Streptopelia tranquebarica)
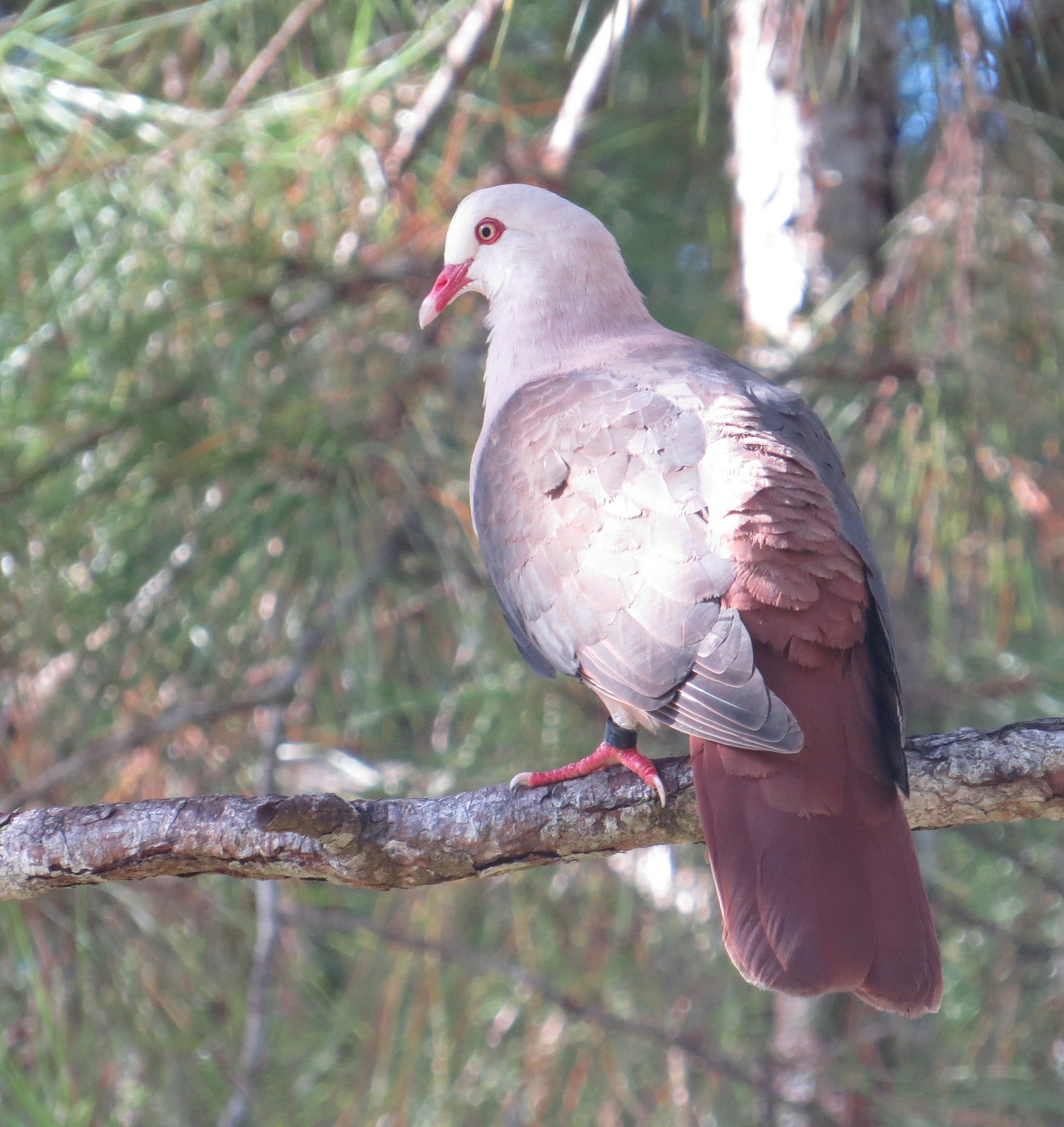
Rózsás galamb (Streptopelia mayeri)